# Gare de Villars-sur-Ollon
La gare de Villars-sur-Ollon est une gare ferroviaire située sur le territoire de la commune suisse de Villars-sur-Ollon, dans le canton de Vaud.

## Situation ferroviaire
Établie à 1 253 mètres d'altitude, la gare de Villars-sur-Ollon est située aux points kilométriques 12,44 de la ligne à écartement métrique de Bex à Villars-sur-Ollon et 0 de la ligne de Villars-sur-Ollon au col de Bretaye. Cette ligne appartenait anciennement au Chemin de fer Bex-Villars-Bretaye.
Elle est dotée de trois quais et cinq voies, dont un quai et une voie sur le raccordement entre les lignes de Bex à Villars-sur-Ollon et de Villards-sur-Ollon au col de Bretaye, permettant d'éviter le cœur de la gare.

## Histoire
La gare de Villars-sur-Ollon a été mise en service en 10 juin 1901 avec la section de Gryon à Villars-sur-Ollon du chemin de fer Bex-Villars-Bretaye.

## Service des voyageurs

### Accueil
Gare des TPC, elle est dotée d'un bâtiment voyageurs abritant un guichet de vente ainsi que d'un distributeur automatique de titres de transport.
La gare est accessible aux personnes à mobilité réduite.

### Desserte
La gare de Villars-sur-Ollon est desservie toutes les heures par les trains Regio reliant Bex au col de Bretaye (limités à certaines heures à la gare de Villars-sur-Ollon) ainsi que par les liaisons Regio supplémentaires circulant entre Villars-sur-Ollon et la gare du Col-de-Bretaye afin d'assurer des fréquences sur la section variant du quart-d'heure à un train toutes les deux heures suivant les périodes de l'année et les heures de la journée.

### Intermodalité
La gare de Villars-sur-Ollon est en correspondance avec trois lignes interurbaines des TPC : la ligne no 144 qui relie la gare d'Aigle à la gare de Villars-sur-Ollon, la ligne no 161 reliant la gare à Solalex via La Barboleuse et la ligne no 162 reliant une fois par jour, de juin à septembre, la gare de Villars-sur-Ollon à celle des Diablerets via le col de la Croix.

## Projets
Il est prévu de réaliser d'ici 2026 à 2028 une nouvelle ligne en souterrain entre Arveyes et Villars-sur-Ollon ainsi qu'une nouvelle gare à Villars-sur-Ollon.